# Myotis californicus
Myotis californicus е вид бозайник от семейство Гладконоси прилепи (Vespertilionidae).

## Разпространение
Видът е разпространен в Гватемала, Канада (Британска Колумбия), Мексико и САЩ (Айдахо, Аляска, Аризона, Вашингтон, Калифорния, Колорадо, Монтана, Невада, Ню Мексико, Орегон, Тексас и Юта).